# Taking Back Sunday
Taking Back Sunday — американская альтернативная рок-группа из Лонг-Айленда (штат Нью-Йорк), была основана в 1999 году гитаристом Эдди Рейесом. Текущий состав: Адам Ладзара (соло-вокалист), Джон Нолан (гитарист), Эдди Рейес (ритм-гитарист), Шон Купер (бас-гитарист), Марк О’Коннелл (ударные).
Группа выпустила три студийных альбомов с прошлыми участниками группы, такими как Фред Машерино (бывший соло-гитарист и бэк-вокалист), Мэтт Рубано (бывший басист), и Мэтт Фацци (бывший соло-гитарист и бэк-вокалист). Состав группы, который был на момент записи Tell All Your Friends воссоединился в 2010 году, записав два студийных альбома — Taking Back Sunday и Happiness Is.
В 2014 году группа выпустила свой шестой студийный альбом Happiness Is. Он получил хорошие рецензии и достиг десятой позиции в хит-параде Billboard US.

## История
Группа Taking Back Sunday была создана, как интерпретация мелодичного хардкора таких групп как Lifetime, Endpoint и инди-эмо группы Sunny Day Real Estate. В декабре 2001, Taking Back Sunday подписала контракт с лейблом Victory Records. Именно там группа заявила о себе, выпустив 26 марта 2002 года дебютный студийный альбом — «Tell All Your Friends». Альбом имеет классическое эмо-кор и пост-хардкорное звучание с незамысловатыми текстами песен. Эта комбинация оказалась крайне успешной, ведь в первую же неделю после релиза было продано 2000 экземпляров, а также альбом занял 183 строчку в чарте Billboard 200.

## Дискография
Студийные альбомы
- 2002 — Tell All Your Friends
- 2004 — Where You Want to Be
- 2006 — Louder Now
- 2009 — New Again
- 2011 — Taking Back Sunday
- 2014 — Happiness Is
- 2016 — Tidal Wave
- 2023 — 152

## Состав группы
| В настоящее время - Адам Ладзара — соло-вокалист (2001 — н. в.); бас-гитарист (2001); гитара (1999) - Джон Нолан — соло-гитара, клавишные, вокал (1999—2003; 2010 — н. в.) - Эдди Рейес — ритм-гитара (1999 — н. в.) - Шон Купер — бас-гитара (2001—2003; 2010 — н. в.) - Марк О’Коннелл — ударные и перкуссия (2001 — н. в.) Концертные участники - Натан Коган — гитара, клавишные, бэк-вокал (2010 — н. в.) | Бывшие участники - Джесси Лейси — бас-гитара (1999—2001) - Стив ДеДжозеф — ударные и перкуссия (1999—2001) - Антонио Лонго — соло-вокал (1999—2001) - Фред Машерино — соло-гитара, вокал (2003—2007) - Мэтт Рубано — бас-гитара (2003—2010) - Мэтт Фацци — соло-гитара, клавишные, вокал (2008—2010) Прошлые концертные участники - Эван Моррис — ударные и перкуссия (2007—2008) - Ян Брайк — клавишные, бэк-вокал (2008—2009) - Исаак Боливар — гитара, клавишные, бэк-вокал (2009—2010) - Спенсер Чемберлен — соло-вокал (2013) |

Временная шкала